# Aker H-4.2

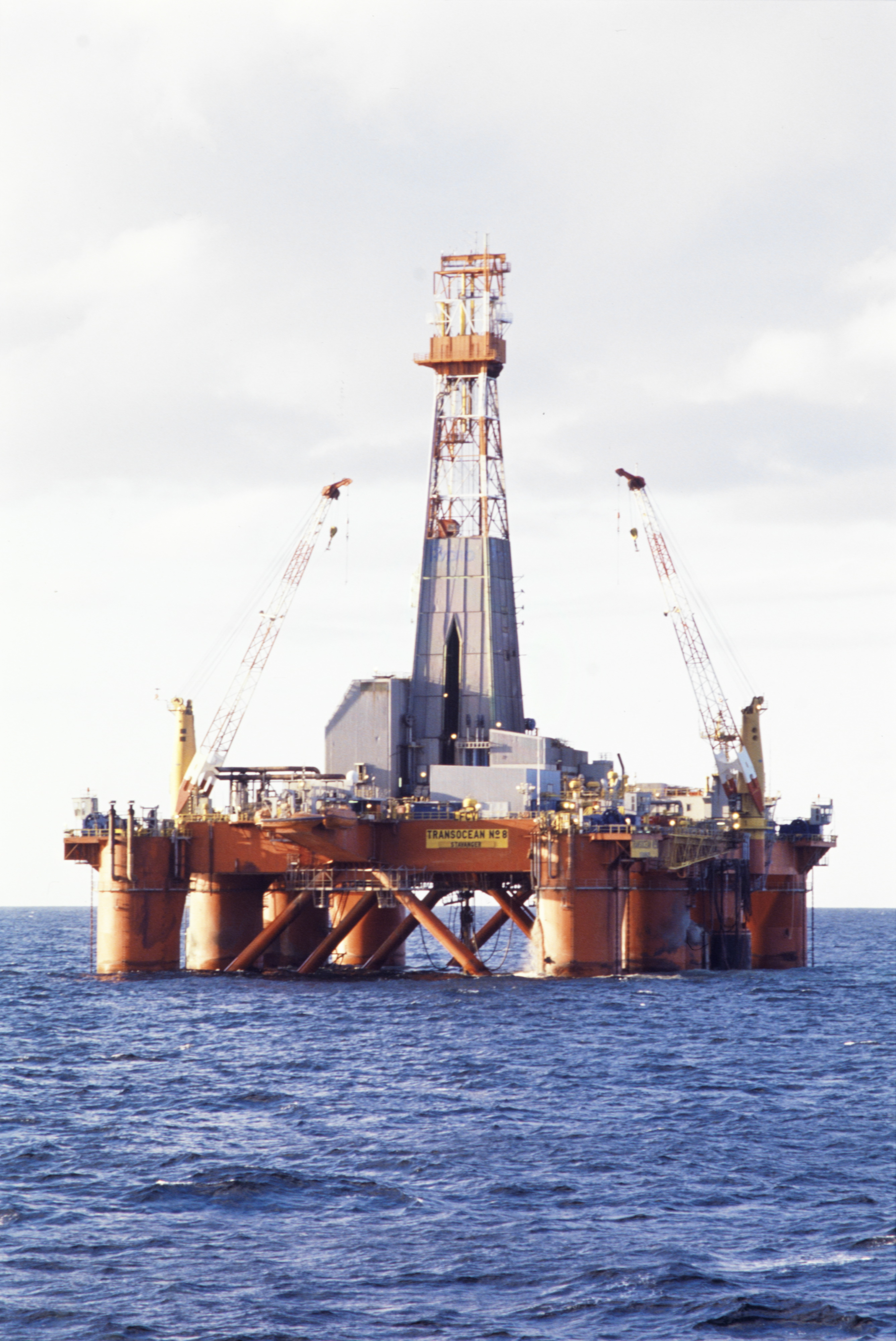
De Transocean No. 8

De Aker H-4.2 is een ontwerp van een halfafzinkbaar platform van Aker. Het ontwerp bestaat uit twee pontons met daarop elk vier kolommen en een rechthoekig dek. Het is gebaseerd op de Aker H-3 en H-3.2.

## Aker H-4.2-serie
| Naam             | Werf                     | Jaar       | IMO-nummer |
| ---------------- | ------------------------ | ---------- | ---------- |
| Norjarl          | Hyundai Heavy Industries | 1987       | 8752934    |
| Transocean No. 8 | Hyundai Heavy Industries | april 1987 | 8756186    |